# Духонин, Лаврентий Григорьевич
Лаврентий Григорьевич Духонин (1795—1862) — генерал-майор русской императорской армии.

## Биография
Родился 8 (19) августа 1795 года в Смоленске. Отец, Григорий Васильевич, происходил из оренбургских казаков и имел большие поместья вблизи Смоленска. Во время войны в 1812 году лишился своего состояния. Своего сына он ещё в 1805 году определил в императорский военно-сиротский дом, впоследствии преобразованный в Павловский кадетский корпус.
В 1814 году Лаврентий Духонин был произведён в прапорщики артиллерии и определён на службу в 10-ю резервную артиллерийскую бригаду. Во время русско-турецкой войны участвовал в осаде Силистрии и Варны. В 1831 году, во время польской войны, в чине капитана командовал артиллерийским парком, участвовал в осаде Варшавы. В 1834 году был назначен командиром 3-й парковой бригады, а в 1838 году произведён в полковники. В 1849 году участвовал в Венгерском походе русской армии.
В генерал-майоры он был произведён 11 апреля 1854 года; одновременно, назначен на должность начальника артиллерийских парков южной армии. Во время Крымской войны участвовал в обороне Севастополя, в сражении при Балаклаве и Инкермане. В Альминском сражении руководил созданием оборонительных сооружений.
Выйдя в отставку 5 апреля 1857 года, он поселился в селе Ольше под Смоленском, где и умер 23 августа (4 сентября) 1862 года

## Награды
- орден Св. Станислава 2-й ст. (1838; императорская корона к ордену — 11.01.1841)
- орден Св. Георгия 4-й ст. (03.12.1839)
- орден Св. Анны 2-й ст. (1844; императорская корона к ордену — 1850)
- орден Св. Владимира 3-й ст. (1854)

## Семья
Жена — Мария Степановна (1809 — 27.08.1878, Ольша). Их дети:
- Николай (1835—30.04.1908) — артиллерии генерал-майор; его сын — генерал-лейтенант Николай Николаевич Духонин
- Михаил (31.08.1837—1895) — генерал-лейтенант
- Константин (19.03.1846—1901) — военный инженер, генерал-майор.
- Екатерина
- Мария
- Елена (18.08.1853, Ольша — ?)